# Walter Hauser (Politiker, 1922)
Walter Hauser (* 18. August 1922 in Wien; † 22. Januar 2017 ebenda) war ein österreichischer Politiker (ÖVP). Er war von 1962 bis 1983 Abgeordneter zum österreichischen Nationalrat.

## Leben
Hauser besuchte nach der Volksschule ein humanistisches Gymnasium und studierte danach Rechts- und Staatswissenschaften an der
Universität Wien. Vom Oktober 1940 bis Juli 1941 war er Mitglied im Nationalsozialistischen Kraftfahrkorps (NSKK). 1947 promovierte er zum Dr. iur. und trat noch im selben Jahr in den Dienst der Bundeswirtschaftskammer. Er war dort als Sekretär der Industriesektion beschäftigt und führte unter anderem Kollektivvertragsverhandlungen mit Gewerkschaften und Verbänden. Zu seinen Hauptarbeitsgebieten gehörten dabei das Arbeits- und Sozialversicherungsrecht sowie die industrielle Sozialpolitik.
Hauser wurde am 14. Dezember 1962 erstmals als Nationalratsabgeordneter angelobt und war innerhalb des ÖVP-Parlamentsklubs als Justizsprecher tätig. Auf Grund dieser Funktion war er auch im Justizausschuss aktiv, wobei er den Ausschuss zwischen 1966 und 1970 leitete. Hauser schied am 24. Juni 1970 kurzfristig aus dem Nationalrat aus, wurde jedoch bereits am 19. Oktober 1970 wieder als Nationalrat angelobt. Hauser gehörte dem Nationalrat bis zum 18. Mai 1983 an. Er wurde am Wiener Zentralfriedhof bestattet.

## Auszeichnungen
- 1974: Großes Goldenes Ehrenzeichen für Verdienste um die Republik Österreich[3]
- 1981: Großes Silbernes Ehrenzeichen mit dem Stern für Verdienste um die Republik Österreich[4]